# Louis Millescamps
Pour les articles homonymes, voir Millescamps.
Louis Théophile Millescamps est un négociant et industriel français né à Ardres le 14 décembre 1799 et mort à Paris le 9 juillet 1873. 
Il est le père de l'historien Gustave Millescamps.

## Biographie

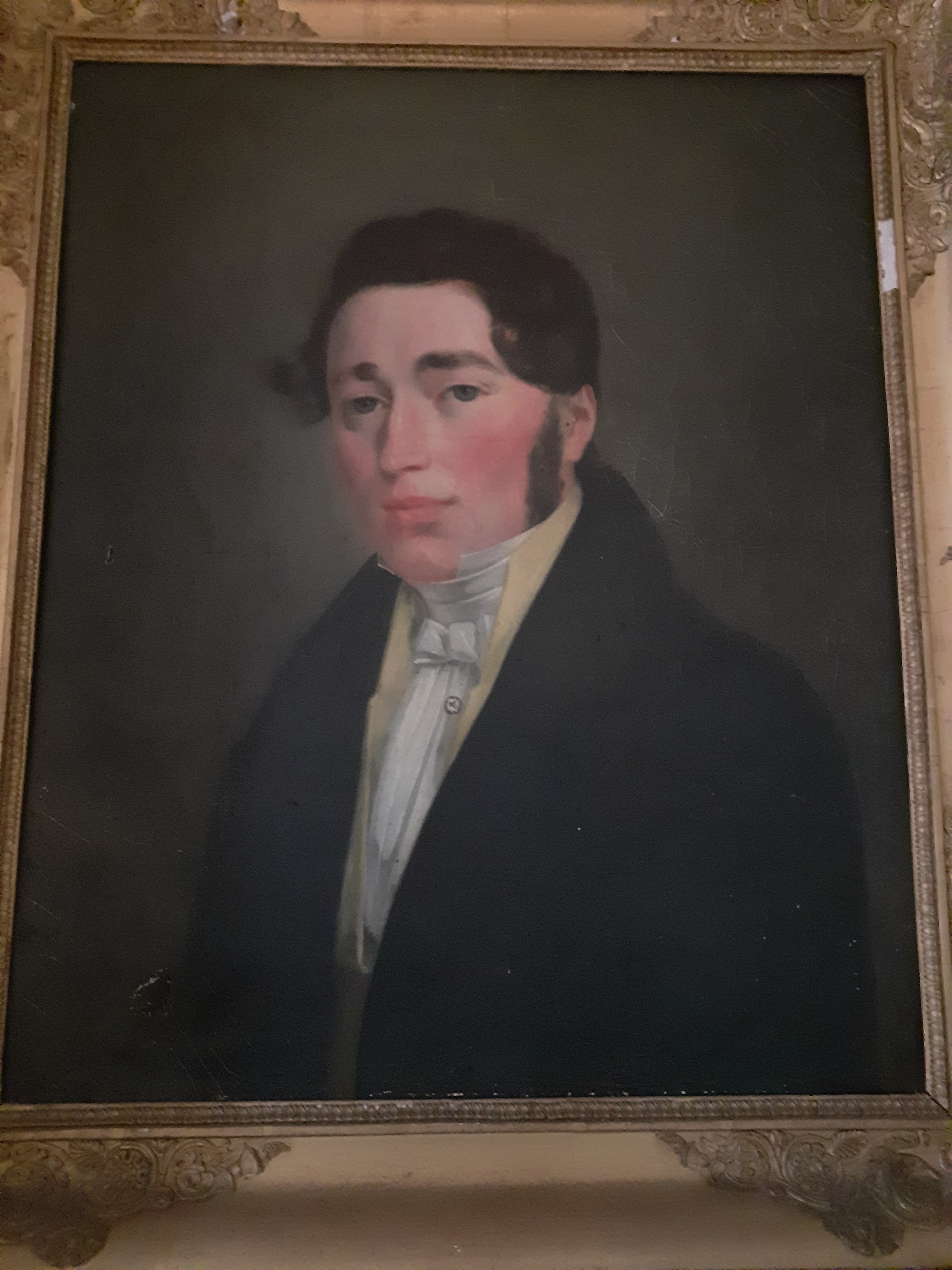

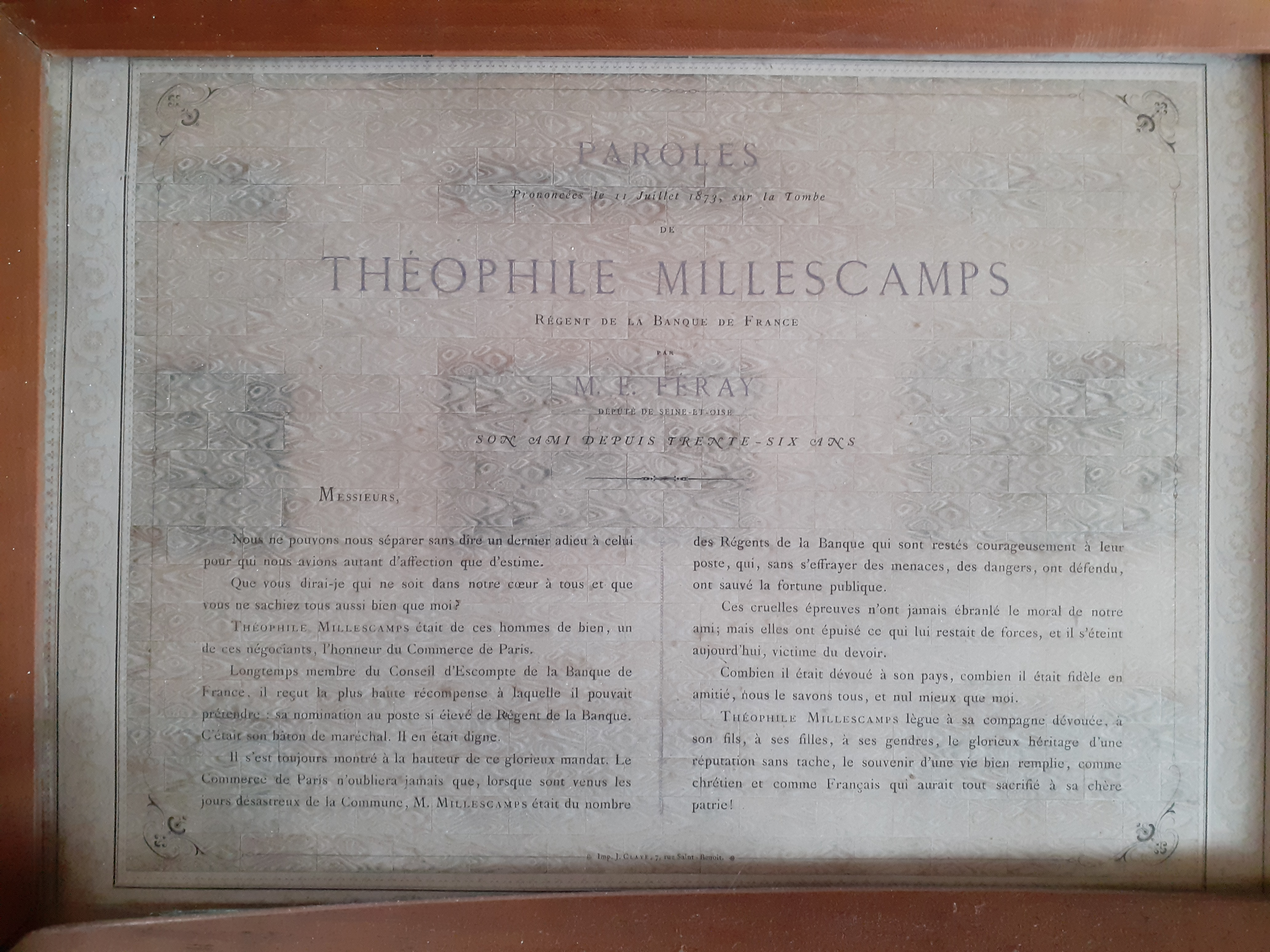

Louis Millescamps s'installe en tant que négociant à Paris, rue des Lavandières-Sainte-Opportune, et s'associe dans la société « Laherard et Cie » en 1838. Il devient propriétaire de la filature de lin et de chanvre de Rollepot (Frévent) en 1842 et l'un des fondateurs et principaux chefs du Comptoir de l'industrie linière, dont il est gérant.
Il devient membre du Conseil d'Escompte de la Banque de France (Ier siège) en 1842. Il y siège jusqu'en 1869, lorsqu'il passe régent. Il est membre et trésorier de la Chambre de commerce de Paris.
Il fonde la société « Millescamps et Cie » en 1845.
Il acquiert le château de Chaumontel en 1857.
Il devient associé-gérant des Filatures Cohin et Cie.
Le 28 janvier 1869, il devient régent de la Banque de France, succédant à Joseph Perier au Xe siège. Il conserve son siège jusqu'à sa mort. 
Il est membre de la Société internationale des études pratiques d'économie sociale.
Pendant la Commune, Théophile Millescamps, a ordonné l’ensablement des réserves d'or de la Banque de France, dès qu’il eu la certitude que les émeutiers en prenaient le chemin. Condamné à mort par les ‘Communards’, il ne revint plus à son appartement du Boulevard Malesherbes, dormit chaque nuit dans un lieu différent, caché et protégé par ses employés, et ne pouvant sortir de Paris pour rejoindre le château de Chaumontel.

### Sources
- Alain Plessis, « Régents et gouverneurs de la Banque de France sous le Second Empire », Droz, 1985
- Alain Plessis, « La Banque de France et ses deux cents actionnaires sous le Second Empire », Droz, 1982
- Eric Cavaterra, « La Banque de France et la Commune de Paris (1871) », L'Harmattan, 1998
- Jean Lambert-Dansette, « Histoire de l'entreprise et des chefs d'entreprise en France », L'Harmattan, 2001
- René Favier, « Tisser l'histoire: l'industrie et ses patrons, XVIe – XXe siècles », 2009
- Claude Fohlen, « L'industrie textile au temps du second empire, Volume 2 », Plon, 1956
- Jacques Boudet, « Le monde des affaires en France de 1830 à nos jours », 1952
- NRH, La Nouvelle Revue d'Histoire, n°53, Mars-Avril 2011